# Feker Libi
Chansons représentant Israël au Concours Eurovision de la chanson
Home
(2019) Set Me Free
(2021)
Singles de Eden Alene
La La Love, Ue La La et Set Me Free
(2021)
Feker Libi (en caractère amhariques ፍቅር ልቤ) est une chanson de la chanteuse israélienne Eden Alene, sortie le 3 mars 2020 en téléchargement numérique. La chanson aurait dû représenter Israël au Concours Eurovision de la chanson 2020, à Rotterdam, aux Pays-Bas.

## À l'Eurovision
Le 3 mars 2020, la chanson Feker Libi d'Eden Alene est sélectionnée, lors de l'émission HaShir HaBa L'Eurovizion, comme représentant d'Israël à l'Eurovision 2020. La chanson comporte plusieurs phrases en amharique et aurait été la première à être interprétée dans cette langue au Concours.
La chanson aurait dû être interprétée en quinzième position de l'ordre de passage de la première demi-finale, le 12 mai 2020. Cependant, le 18 mars 2020, l'annulation du Concours en raison de la pandémie de Covid-19 est annoncée.

## Classements
| Classements (2020)    | Meilleure position |
| --------------------- | ------------------ |
| Israël (Media Forest) | 3                  |